# A kincses sziget (film, 2002)
A kincses sziget (eredeti cím: Treasure Island) 2002-ben bemutatott egész estés kanadai televíziós rajzfilm, amelyet Will Meugniot rendezett. A forgatókönyv Robert Louis Stevenson művén alapul, zenéjét Michael Benghiat szerezte.
Magyarországon 2015. január 1-jén az M2-n vetítették le a televízióban.

## Ismertető
A főhős, Jim Howkins, akinek édesapja elhunyt. Édesapja halála után, az édesanyjával marad. Angliában egy fogadót vezetnek az egyik kikötővárosban. Az öreg Flint kalózkapitány száll meg a fogadójukban, akit üldöznek régi, cserbenhagyott és kifosztott emberei, hogy elvegyék tőle az elrejtett kincseihez vezető térképét. Flint kapitány halálakor a kincses térképét Jim szerzi meg, aki pártfogóival együtt a kincs keresésére indul. Szerencsétlen módon a hajójukra Flint kapitány régi kalóz legénységének tagjait szerződtetik. A helyszínre érve a kalózok fellázadnak, a fiút elfogják és együttműködésre kényszerítik. Jim Howkins furfangos módon próbál túljárni a kalózok eszén és segíteni saját barátait.

## Magyar hangok
- Jim Howkins: Boldog Gábor
- Long John Silver: Vass Gábor
- Dr. David Livesey: Kassai Károly

## Kapcsolódó szócikk
- A kincses sziget (Stevenson regénye)